# Atheliaceae
Atheliaceae Jülich, 1982 è una famiglia di funghi basidiomiceti appartenente all'ordine Atheliales.

## Tassonomia
Il genere tipo è Athelia Pers., 1822 gli altri generi inclusi sono:
- Amphinema
- Athelia
- Athelicium
- Athelocystis
- Athelopsis
- Butlerelfia
- Byssocorticium
- Byssoporia
- Digitatispora
- Elaphocephala
- Fibulomyces
- Fibulorhizoctonia
- Hypochnella
- Hypochniciellum
- Leptosporomyces
- Lobulicium
- Lyoathelia
- Melzericium
- Mycostigma
- Piloderma
- Pteridomyces
- Taeniospora
- Tylospora